# 1. FC Neubrandenburg 04 (Frauenfußball)
Der 1. FC Neubrandenburg 04 ist ein Fußballverein aus Neubrandenburg in Mecklenburg-Vorpommern. Die Frauenfußballabteilung entstand am 1. Januar 2009 durch den Beitritt des reinen Frauenfußballvereins FFV Neubrandenburg zum 1. FC Neubrandenburg 04.

## Vorgeschichte
In den 1970er Jahren wurde bei Nagema Neubrandenburg erstmals eine Frauenmannschaft eingerichtet. Nach der Wiedervereinigung wechselte die Abteilung zum Polizei Sportverein. Unter diesem Namen gelang 2001 der Aufstieg in die damals noch zweitklassige Regionalliga Nordost. Ein Jahr später, am 17. Januar 2002, wechselte die Abteilung zum neugegründeten FFV. Größter Erfolg des FFV war der Aufstieg in die 2. Bundesliga im Jahre 2005. Nach drei Jahren in der 2. Liga stieg die Mannschaft 2008 ab.

## Geschichte
Zum 1. Januar 2009 trat der reine Frauenfußballverein FFV Neubrandenburg dem 1. FC Neubrandenburg 04 und bildete die neue Frauenfußballabteilung des Vereins. Obwohl die Mannschaft schon dem 1. FC Neubrandenburg 04 angehörte, beendete sie die Saison 2008/09 in der drittklassigen Regionalliga Nordost noch unter dem alten Namen und tritt ab der Saison 2009/10 unter dem neuen Namen an.
Durch den Gewinn des Mecklenburg-Vorpommern-Pokals im Jahr 2009 – noch unter dem alten Namen – qualifizierte sich die Mannschaft für den DFB-Pokal. Im DFB-Pokal 2009/10 trafen sie in der ersten Runde auf die SG Lütgendortmund aus der Regionalliga West und schieden durch eine 2:3-Niederlage aus dem Wettbewerb aus. In der Spielzeit 2009/10 wurde die Mannschaft aus Neubrandenburg abgeschlagen Tabellenletzter und musste gemeinsam mit dem 1. FC Gera 03 aus der Regionalliga absteigen.
In der Saison 2011/12 gewannen der 1. FC Neubrandenburg 04 die Verbandsliga Mecklenburg-Vorpommern und qualifizierte sich für die Aufstiegsrunde zur Regionalliga Nordost. In dieser Aufstiegsrunde trafen sie auf den SV Eintracht Leipzig-Süd und die Spandauer Kickers. Gemeinsam mit Eintracht Leipzig-Süd stiegen die Neubrandenburgerinnen aufgrund der besseren Tordifferenz gegenüber den Spandauer Kickers in die Regionalliga Nordost auf. Zudem gewannen sie den Mecklenburg-Vorpommern-Pokal.
Nachdem man im DFB-Pokal 2011/12 in der ersten Runde ausgeschieden war, traf man im DFB-Pokal 2012/13 in der ersten Runde auf den FFC Oldesloe 2000 und schied durch eine 0:5 aus dem Pokal aus. In der Saison 2012/13 gewannen die Neubrandenburger zum dritten Mal hintereinander den Mecklenburg-Vorpommern-Pokal.
Die Spielzeit 2014/15 war für den 1. FC Neubrandenburg 04 eine Saison zum Vergessen. In der Regionalliga Nordost belegten sie mit nur einem Punkt den vorletzten Platz, da sich der BSV Al-Dersimspor schon vor der Saison vom Spielbetrieb abgemeldet hat. Trotz dieser desolaten Leistung stieg die Mannschaft nicht ab, weil sie vom Zusammenschluss des FFV Leipzig und des SV Eintracht Leipzig-Süd profitierten. Nachdem sie in der Saison 2013/14 das Finale um den Mecklenburg-Vorpommern-Pokal gegen den FSV 02 Schwerin verloren, gewannen sie in der Saison 2014/15 wieder den Pokal. In der Saison 2014/15 sorgten zudem die C-Juniorinnen des Vereins für Aufsehen. Durch eine erreichte Torquote von 19,56 sind sie unter allen Meisterschaftswettbewerbern die Mannschaft mit der höchsten Torquote im deutschen Fußball.
Die Frauen vom 1. FC Neubrandenburg 04 gewannen insgesamt acht Mal den Mecklenburg-Vorpommern-Pokal und sind der Rekord-Titelträger.
Erstmals in der Saison 2021/22 kann der Verein wegen Spielerinnenmangel keine Frauenfußball-Mannschaft stellen. Der 1. FCN wird daher nur im Juniorinnenbereich starten.

## Statistik
| Saison | Liga                                       | Platz                                      | S                                          | U                                          | N                                          | Tore                                       | Punkte                                     | Landespokal MV                             | DFB-Pokal                                  |
| --- | ------------------------------------------ | ------------------------------------------ | ------------------------------------------ | ------------------------------------------ | ------------------------------------------ | ------------------------------------------ | ------------------------------------------ | ------------------------------------------ | ------------------------------------------ |
| 2009/10 | Regionalliga Nordost                       | 12.                                        | 02                                         | 02                                         | 18                                         | 28:83                                      | 08                                         | Halbfinale                                 | 1. Runde                                   |
| 2010/11 | Verbandsliga Mecklenburg-Vorpommern        | 03.                                        | 13                                         | 02                                         | 03                                         | 74:21                                      | 41                                         | Pokalsieger                                | nicht qualifiziert                         |
| 2011/12 | Verbandsliga Mecklenburg-Vorpommern        | 01.                                        | 15                                         | 0                                          | 01                                         | 92:9                                       | 45                                         | Pokalsieger                                | 1. Runde                                   |
| 2012/13 | Regionalliga Nordost                       | 07.                                        | 08                                         | 03                                         | 11                                         | 40:59                                      | 27                                         | Pokalsieger                                | 1. Runde                                   |
| 2013/14 | Regionalliga Nordost                       | 09.                                        | 05                                         | 02                                         | 15                                         | 49:64                                      | 17                                         | Finalist                                   | 1. Runde                                   |
| 2014/15 | Regionalliga Nordost                       | 11.                                        | 0                                          | 01                                         | 19                                         | 05:85                                      | 01                                         | Pokalsieger                                | nicht qualifiziert                         |
| 2015/16 | Regionalliga Nordost                       | 11.                                        | 02                                         | 0                                          | 18                                         | 12:84                                      | 06                                         | Pokalsieger                                | 1. Runde                                   |
| 2016/17 | Regionalliga Nordost                       | 08.                                        | 04                                         | 02                                         | 12                                         | 24:44                                      | 14                                         | Pokalsieger                                | 1. Runde                                   |
| 2017/18 | Regionalliga Nordost                       | 10.                                        | 05                                         | 04                                         | 13                                         | 33:60                                      | 19                                         | Pokalsieger                                | 2. Runde                                   |
| 2018/19 | Verbandsliga Mecklenburg-Vorpommern        | 01.                                        | 13                                         | 01                                         | 01                                         | 81:8                                       | 40                                         | Finalist                                   | 2. Runde                                   |
| 2019/20 | Verbandsliga Mecklenburg-Vorpommern        | 03.                                        | 05                                         | 03                                         | 01                                         | 53:15                                      | 18                                         | Viertelfinale                              | nicht qualifiziert                         |
| 2020/21 | Verbandsliga Mecklenburg-Vorpommern        | 02.                                        | 04                                         | 0                                          | 01                                         | 29:2                                       | 12                                         | Viertelfinale                              | nicht qualifiziert                         |
| 2021/22 | Kein Spielbetrieb wegen Spielerinnenmangel | Kein Spielbetrieb wegen Spielerinnenmangel | Kein Spielbetrieb wegen Spielerinnenmangel | Kein Spielbetrieb wegen Spielerinnenmangel | Kein Spielbetrieb wegen Spielerinnenmangel | Kein Spielbetrieb wegen Spielerinnenmangel | Kein Spielbetrieb wegen Spielerinnenmangel | Kein Spielbetrieb wegen Spielerinnenmangel | Kein Spielbetrieb wegen Spielerinnenmangel |
| 2022/23 | Kreisoberliga Vorpommern-Greifswald        | 05.                                        | 03                                         | 01                                         | 06                                         | 21:41                                      | 10                                         | Halbfinale (Kreispokal VG)                 | nicht qualifiziert                         |
| 2023/24 | Verbandsliga Mecklenburg-Vorpommern        | 02.                                        | 12                                         | 02                                         | 02                                         | 87:19                                      | 38                                         | Halbfinale                                 | nicht qualifiziert                         |
| 2024/25 | Verbandsliga Mecklenburg-Vorpommern        | 02.                                        | 11                                         | 02                                         | 03                                         | 103:13                                     | 35                                         | Pokalsieger                                | nicht qualifiziert                         |
| 2025/26 | Verbandsliga Mecklenburg-Vorpommern        |                                            |                                            |                                            |                                            |                                            |                                            | Viertelfinale                              | Play-offs                                  |
| Anmerkung: Grün unterlegte Spielzeiten kennzeichnen einen Aufstieg, rot unterlegte Spielzeiten einen Abstieg. |                                            |                                            |                                            |                                            |                                            |                                            |                                            |                                            |                                            |

## Erfolge

### 1. Frauen
- Regionalliga Nordost (1): 2005
- Verbandsliga MV (2): 2012, 2019
- Landespokal MV (14): 1996⁠, 1997⁠, 2000⁠, 2004⁠, 2005⁠, 2009⁠, 2011, 2012, 2013, 2015, 2016, 2017, 2018, 2025

### 2. Frauen
- Kreispokal VG (1): 2010

### 1. B-Juniorinnen
- Verbandsliga MV (5): 2007, 2009, 2010, 2024, 2025
- Landespokal MV (11): 2006, 2007, 2009, 2012, 2013, 2014, 2015, 2016, 2017, 2018, 2024

### 2. B-Juniorinnen
- Verbandsliga MV (6): 2012, 2013, 2014, 2015, 2016, 2017

### C-Juniorinnen
- Verbandsliga MV (1): 2023
- Landespokal MV (12): 2012, 2013, 2014, 2015, 2016, 2017, 2018, 2019, 2022, 2023, 2024, 2025

### D-Juniorinnen
- Landespokal MV (8): 2012, 2013, 2014, 2015, 2016, 2018, 2019, 2024

## Bekannte Spielerinnen
Der FFV bzw. dessen Vorläufer brachten mit Viola Odebrecht eine deutsche Nationalspielerin und mit Stefanie Draws eine U-19-Europameisterin hervor. Beide spielten bei verschiedenen Bundesligavereinen.